# Seznam premiérů Nizozemska
V Nizozemsku se užívá pro premiéra název Minister-president, který je předsedou Rady ministrů. Spolu s ostatními ministry a náměstky tvoří nizozemský kabinet a spolu s panovníkem tvoří nizozemskou vládu. V Nizozemsku bylo od roku 1945 27 kabinetů (vlád) pod vedením 14 různých ministerských presidentů. Nejvíce vlád vedl Willem Drees v letech 1948 až 1958 a Jan Peter Balkenende, který vedl od roku 2002 až do roku 2010 čtyři vlády. Nejdéle byl premiérem Mark Rutte, který strávil v úřadě více než 13 let.

## Přehled premiérů od roku 1848
| Pořadí | Premiér                        | Jméno                          | Období             | Období             | Trvání           | Politická příslušnost                  |
| Pořadí | Premiér                        | Jméno                          | Začátek            | Konec              | Trvání           | Politická příslušnost                  |
| ------ | ------------------------------ | ------------------------------ | ------------------ | ------------------ | ---------------- | -------------------------------------- |
| 1.     | Gerrit Schimmelpenninck        | Gerrit Schimmelpenninck        | 25. března 1848    | 17. května 1848    | 0 let a 53 dní   | Liberální nestraník                    |
| 2.     | Jacob de Kempenaer             | Jacob de Kempenaer             | 21. listopadu 1848 | 1. listopadu 1849  | 0 let a 345 dní  | Liberální nestraník                    |
| 3.     | Johan Rudolph Thorbecke        | Johan Rudolph Thorbecke        | 1. listopadu 1849  | 19. dubna 1853     | 3 roky a 169 dní | Liberální nestraník                    |
| 4.     | Floris Adriaan van Hall        | Floris Adriaan van Hall        | 19. dubna 1853     | 1. července 1856   | 3 roky a 73 dní  | Liberální nestraník                    |
| 5.     | Justinus van der Brugghen      | Justinus van der Brugghen      | 1. července 1856   | 18. března 1858    | 1 rok a 260 dní  | Křesťanský nestraník                   |
| 6.     | Jan Jacob Rochussen            | Jan Jacob Rochussen            | 18. března 1858    | 23. února 1860     | 1 rok a 342 dní  | Konzervativní nestraník                |
| 7.     | Floris Adriaan van Hall        | Floris Adriaan van Hall        | 23. února 1860     | 14. března 1861    | 1 rok a 19 dní   | Liberální nestraník                    |
| 8.     | Jacob van Zuylen van Nijevelt  | Jacob van Zuylen van Nijevelt  | 14. března 1861    | 10. listopadu 1861 | 0 let a 241 dní  | Liberální nestraník                    |
| 9.     |                                | Schelto van Heemstra           | 10. listopadu 1861 | 1. února 1862      | 0 let a 83 dní   | Liberální nestraník                    |
| 10.    | Johan Rudolph Thorbecke        | Johan Rudolph Thorbecke        | 1. února 1862      | 10. února 1866     | 4 roky a 9 dní   | Liberální nestraník                    |
| 11.    | Isaäc Fransen van de Putte     | Isaäc Fransen van de Putte     | 10. února 1866     | 1. června 1866     | 0 let a 111 dní  | Liberální nestraník                    |
| 12.    |                                | Julius van Zuylen van Nijevelt | 1. června 1866     | 4. června 1868     | 2 roky a 3 dny   | Konzervativní nestraník                |
| 13.    | Pieter Philip van Bosse        | Pieter Philip van Bosse        | 4. června 1868     | 4. ledna 1871      | 2 roky a 214 dní | Liberální nestraník                    |
| 14.    | Johan Rudolph Thorbecke        | Johan Rudolph Thorbecke        | 4. ledna 1871      | 4. června 1872     | 1 rok a 152 dní  | Liberální nestraník                    |
| 15.    |                                | Gerrit de Vries                | 4. června 1872     | 27. srpna 1874     | 2 roky a 84 dní  | Liberální nestraník                    |
| 16.    | Jan Heemskerk                  | Jan Heemskerk                  | 27. srpna 1874     | 3. listopadu 1877  | 3 roky a 68 dní  | Konzervativní nestraník                |
| 17.    | Jan Kappeyne van de Coppello   | Jan Kappeyne van de Coppello   | 3. listopadu 1877  | 20. srpna 1879     | 1 rok a 290 dní  | Liberální nestraník                    |
| 18.    | Theo van Lynden van Sandenburg | Theo van Lynden van Sandenburg | 20. srpna 1879     | 23. dubna 1883     | 3 roky a 246 dní | Křesťanský nestraník                   |
| 19.    | Jan Heemskerk                  | Jan Heemskerk                  | 23. dubna 1883     | 20. dubna 1888     | 4 roky a 363 dní | Konzervativní nestraník                |
| 20.    |                                | Æneas Mackay                   | 20. dubna 1888     | 21. srpna 1891     | 3 roky a 123 dní | Antirevoluční strana                   |
| 21.    | Gijsbert van Tienhoven         | Gijsbert van Tienhoven         | 21. srpna 1891     | 9. května 1894     | 2 roky a 261 dní | Liberální nestraník                    |
| 22.    | Joan Röell                     | Joan Röell                     | 9. května 1894     | 27. července 1897  | 3 roky a 79 dní  | Liberální nestraník                    |
| 23.    | Nicolaas Pierson               | Nicolaas Pierson               | 27. července 1897  | 1. srpna 1901      | 4 roky a 5 dní   | Liberální unie                         |
| 24.    | Abraham Kuyper                 | Abraham Kuyper                 | 1. srpna 1901      | 17. srpna 1905     | 4 roky a 16 dní  | Antirevoluční strana                   |
| 25.    | Theo de Meester                | Theo de Meester                | 17. srpna 1905     | 12. února 1908     | 2 roky a 179 dní | Liberální unie                         |
| 26.    | Theo Heemskerk                 | Theo Heemskerk                 | 12. února 1908     | 29. srpna 1913     | 5 let a 198 dní  | Antirevoluční strana                   |
| 27.    | Pieter Cort van der Linden     | Pieter Cort van der Linden     | 29. srpna 1913     | 9. září 1918       | 5 let a 11 dní   | Liberální nestraník                    |
| 28.    | Charles Ruijs de Beerenbrouck  | Charles Ruijs de Beerenbrouck  | 9. září 1918       | 4. srpna 1925      | 6 let a 329 dní  | Římskokatolická strana                 |
| 29.    | Hendrikus Colijn               | Hendrikus Colijn               | 4. srpna 1925      | 8. března 1926     | 0 let a 216 dní  | Antirevoluční strana                   |
| 30.    | Dirk Jan de Geer               | Dirk Jan de Geer               | 8. března 1926     | 10. srpna 1929     | 3 roky a 155 dní | Křesťanská historická unie             |
| 31.    | Charles Ruijs de Beerenbrouck  | Charles Ruijs de Beerenbrouck  | 10. srpna 1929     | 26. května 1933    | 3 roky a 289 dní | Římskokatolická strana                 |
| 32.    | Hendrikus Colijn               | Hendrikus Colijn               | 26. května 1933    | 10. srpna 1939     | 6 let a 76 dní   | Antirevoluční strana                   |
| 33.    | Dirk Jan de Geer               | Dirk Jan de Geer               | 10. srpna 1939     | 3. září 1940       | 1 rok a 24 dní   | Křesťanská historická unie             |
| 34.    | Pieter Sjoerds Gerbrandy       | Pieter Sjoerds Gerbrandy       | 3. září 1940       | 24. června 1945    | 4 roky a 294 dní | Antirevoluční strana                   |
| 35.    | Wim Schermerhorn               | Wim Schermerhorn               | 24. června 1945    | 3. července 1946   | 1 rok a 9 dní    | Strana práce                           |
| 36.    | Louis Beel                     | Louis Beel                     | 3. července 1946   | 7. srpna 1948      | 2 roky a 35 dní  | Katolická lidová strana                |
| 37.    | Willem Drees                   | Willem Drees                   | 7. srpna 1948      | 22. prosince 1958  | 10 let a 137 dní | Strana práce                           |
| 38.    | Louis Beel                     | Louis Beel                     | 22. prosince 1958  | 19. května 1959    | 0 let a 148 dní  | Katolická lidová strana                |
| 39.    | Jan de Quay                    | Jan de Quay                    | 19. května 1959    | 24. července 1963  | 4 roky a 66 dní  | Katolická lidová strana                |
| 40.    |                                | Victor Marijnen                | 24. července 1963  | 14. dubna 1965     | 1 rok a 264 dní  | Katolická lidová strana                |
| 41.    | Jo Cals                        | Jo Cals                        | 14. dubna 1965     | 22. listopadu 1966 | 1 rok a 222 dní  | Katolická lidová strana                |
| 42.    | Jelle Zijlstra                 | Jelle Zijlstra                 | 22. listopadu 1966 | 5. dubna 1967      | 0 let a 134 dní  | Antirevoluční strana                   |
| 43.    | Piet de Jong                   | Piet de Jong                   | 5. dubna 1967      | 6. července 1971   | 4 roky a 92 dní  | Katolická lidová strana                |
| 44.    | Barend Biesheuvel              | Barend Biesheuvel              | 6. července 1971   | 11. května 1973    | 1 rok a 309 dní  | Antirevoluční strana                   |
| 45.    | Joop den Uyl                   | Joop den Uyl                   | 11. května 1973    | 19. prosince 1977  | 4 roky a 222 dní | Strana práce                           |
| 46.    |                                | Dries van Agt                  | 19. prosince 1977  | 4. listopadu 1982  | 4 roky a 320 dní | Křesťanskodemokratická výzva           |
| 47.    | Ruud Lubbers                   | Ruud Lubbers                   | 4. listopadu 1982  | 22. srpna 1994     | 11 let a 291 dní | Křesťanskodemokratická výzva           |
| 48.    | Wim Kok                        | Wim Kok                        | 22. srpna 1994     | 22. července 2002  | 7 let a 334 dní  | Strana práce                           |
| 49.    | Jan Peter Balkenende           | Jan Peter Balkenende           | 22. července 2002  | 14. října 2010     | 8 let a 84 dní   | Křesťanskodemokratická výzva           |
| 50.    | Mark Rutte                     | Mark Rutte                     | 14. října 2010     | 2. července 2024   | 13 let a 262 dní | Lidová strana pro svobodu a demokracii |
| 51.    | Dick Schoof                    | Dick Schoof                    | 2. července 2024   | úřadující          | 1 rok a 18 dní   | nezávislý                              |

### Přehled ministrů současného kabinetu
Kabinet Marka Rutteho měl od 14. října 2010 dvanáct ministrů: šest z Křesťansko-demokratické výzvy a šest z Lidové strany pro svobodu a demokracii.
| Ministerstva                                                                                              | Ministři | Ministři                          | Politická strana | Politická strana |
| --- | -------- | --------------------------------- | ---------------- | ---------------- |
| Ministerie van Algemene Zaken Ministerstvo všeobecných věcí                                               |          | Mark Rutte (1967)                 | VVV              |                  |
| Ministerie van Binnenlandse Zaken en Koninkrijksrelaties Ministerstvo vnitra a královských vztahů         |          | Piet Hein Donner (1948)           | CDA              |                  |
| Ministerie van Buitenlandse Zaken Ministerstvo zahraničních věcí                                          |          | Uri Rosenthal (1945)              | VVV              |                  |
| Ministerie van Defensie Ministerstvo obrany                                                               |          | Hans Hillen (1947)                | CDA              |                  |
| Ministerie van Economische Zaken, Landbouw en Innovatie Ministerstvo pro ekonomiku, zemědělství a inovaci |          | Maxime Verhagen (1956)            | CDA              |                  |
| Ministerie van Financiën Ministerstvo financí                                                             |          | Jan Kees de Jager (1969)          | CDA              |                  |
| Minister voor Immigratie en Asiel Ministr pro imigraci a azyl                                             |          | Gerd Leers (1951)                 | CDA              |                  |
| Ministerie van Infrastructuur en Milieu Ministerstvo pro infrastrukturu a milieu                          |          | Melanie Schultz van Haegen (1970) | VVV              |                  |
| Ministerie van Onderwijs, Cultuur en Wetenschap Ministerstvo školství, kultury a vědy                     |          | Marja van Bijsterveldt (1961)     | CDA              |                  |
| Ministerie van Sociale Zaken en Werkgelegenheid Ministerstvo sociálních věcí a práce                      |          | Henk Kamp (1952)                  | VVV              |                  |
| Ministerie van Veiligheid en Justitie Ministerstvo pro bezpečnost a spravedlnost                          |          | Ivo Opstelten (1944)              | VVV              |                  |
| Ministerie van Volksgezondheid, Welzijn en Sport Ministerstvo zdravotnictví, prosperity a sportu          |          | Edith Schippers (1964)            | VVV              |                  |